# POLD3
Delta podjedinica 3 DNK polimeraze je enzim koji je kod ljudi kodiran POLD3 genom. Ona je komponenta kompleksa DNK polimeraze delta.

## Interakcije
POLD3 formira interakcije sa PCNA.